# Jû-Belloc
Jû-Belloc är en kommun i departementet Gers i regionen Occitanien i sydvästra Frankrike. Kommunen ligger i kantonen Plaisance som tillhör arrondissementet Mirande. År 2022 hade Jû-Belloc 283 invånare.

## Befolkningsutveckling
Antalet invånare i kommunen Jû-Belloc
Referens:INSEE